# Računajte na nas
"Računajte na nas" je jugoslavenska domoljubna pjesma novosadske skupine Rani mraz iz 1978. godine. Tekst i glazbu napisao je Đorđe Balašević, a singl je objavila Produkcija gramofonskih ploča Radio televizije Beograd. Zahvaljujući drukčijem pristupu jugoslavenskoj revoluciji u odnosu na uobičajene soc-realističke pjesme do tada, "Računajte na nas" je ubrzo bila promovirana u generacijsku himnu koju je bilo moguće čuti u svakoj prigodnoj prilici kao svojevrstan oblik zakašnjele pionirske prisege u stihovima komunističkom režimu.
Prvo izdanje albuma objavljeno je u 15 000 primjeraka, a drugo u 20 000 primjeraka.
U toj pjesmi vojvođanski kantautor uvjerava "njih" kako njega i njegovu generaciju "ne nosi pogrešan tok" iako čak i "sviraju rok". Jer u njima "protiče krv partizana" i spremni su "za sto ofenziva" koje ih čekaju.
Balašević je tu pjesmu prestao izvoditi na nastupima.
Ljubljanski sastav Pankrti, su krajem 1970-ih Balaševiću odgovorili svojom inačicom "Ne računajte na nas".

## Tekst
U ime svih nas iz pedeset i neke

za zakletvu Titu ja spev'o sam stih.

Ne spominjem prošlost ni bitke daleke,

jer rođen sam tek posle njih.

Al' život pred nama još bitaka skriva

i preti nam, preti, k'o duboki vir.

Ja znam da nas čeka još sto ofanziva,

jer moramo čuvati mir.

Računajte na nas.

Sumnjaju neki da nosi nas pogrešan tok,

jer slušamo ploče i sviramo rok.

Al' negde u nama je bitaka plam,

i kažem vam, šta dobro znam:

računajte na nas.

U ime svih nas iz pedeset i neke

za zakletvu Titu sam spevala stih.

Ne spominjem prošlost ni bitke daleke,

jer rođena sam posle njih.

U nama je sudbina budućih dana

i neki se možda i plaše za nju.

Kroz vene nam protiče krv partizana,

i mi znamo zašto smo tu.

Računajte na nas.

Sumnjaju neki da nosi nas pogrešan tok,

jer slušamo ploče i sviramo rok.

Al' negde u nama je bitaka plam,

i kažem vam, šta dobro znam:

računajte na nas.

## Vanjske poveznice
- Računajte na nas na Discogsu